# MBSとらぐみタイガースライブ!
MBSとらぐみタイガースライブ!（エムビーエスとらぐみタイガースライブ）とは、2010年度と2011年度にMBSラジオでプロ野球のオフシーズン（10月～翌年3月）に放送されていたスポーツ情報番組。『MBSタイガースライブ』（2010年まで『MBSタイガースナイター』」）のオフシーズン版として、主に阪神タイガースの話題を扱う。

## 概要
MBSラジオでは、1985年から2008年まで、プロ野球のオフシーズン（年度下半期）のみ太田幸司をメインキャスターに据えたスポーツ情報番組『太田幸司のスポーツナウ→太田幸司の熱血!!タイガーススタジアム』を平日18～19時台の帯番組として放送してきた。2009年度下半期の改編では、平日夕方の生ワイド番組『ノムラでノムラだ♪』の火～金曜日のみ、プロ野球シーズン（年度上半期）の放送枠を拡大したうえでスポーツ情報コーナー『ノムラでノムラだ♪　Go!Go!エキストラ』を内包。単独番組としては放送されなかった。
2010年度下半期の改編では、阪神タイガースを中心にしたスポーツ情報を扱う帯番組を2年振りに復活。通年のスポーツ情報番組『亀山つとむのかめ友 Sports Man Day』（以下『かめ友』と略記）を放送中の月曜日を除く毎日夕方18時台に、「～とタイガース」（～の内容は日替わり）というテーマで当番組を放送する。ちなみに、コーナータイトルやジングル・BGMの一部は、『かめ友』と共通している。
当番組では『ノムラでノムラだ♪　Go!Go!エキストラ』と同様に、毎日放送（MBS）の野球解説者、MBSアナウンサー、タイガースファンを自認する吉本興業所属のお笑い芸人などが日替わりで出演。ストーブリーグのタイガースや日本プロ野球の最新情報を取り上げる。ただし、出演アナウンサーが全員『MBSタイガースナイター』の実況担当であった『Go!Go!エキストラ』とは異なり、「レディースデー」に設定した土曜日にはスポーツ実況を担当しない松本麻衣子が進行役で出演。タイガースに関わりの深い女性（現役選手の夫人や同球団担当の記者・取材リポーターなど）を、毎回ゲストに迎える。2010年度の木曜日には、お笑い芸人の代わりに、山田隆道（『かめ友』週替わりレギュラー）と中根俊朗（スポーツニッポン新聞社大阪本社編集局局次長）が週替わりで出演していた。
MBSラジオでは、2011年度のプロ野球シーズンから、プロ野球中継のタイトルを『MBSタイガースナイター』から『MBSタイガースライブ』に変更。当番組も、3月24日（木曜日）で2010年度平日版の放送を終えた。しかし、翌25日に設定されていたセントラル・リーグの公式戦開幕が、東北地方太平洋沖地震の影響で4月12日（火曜日）に延期。そのため平日には、当番組の出演者による代替番組として、『MBSタイガースライブ プロローグ』（4月1日まで）『MBSタイガースライブ 開幕直前スペシャル』（4月5日から10日まで）を放送することになった。
当番組自体は、4月3日（日曜日）で2010年度の放送を終了した。ただし、同曜日レギュラーの近藤亨（毎日放送アナウンサー）とヤナギブソン（ザ・プラン9）と火曜日の週替わりレギュラー・ストリークは、『MBSタイガースライブ』でナイトゲームの中継予定のない日曜に放送される『MBSタイガースライブ番外編』にも引き続き出演。『MBSタイガースライブ番外編』内の企画の一部は、『INO-KONボンバイエ』（2007～2009年度オフシーズンの土曜日に当番組の放送枠でレギュラー放送）や当番組日曜日での放送内容を引き継いでいた。
2011年度には、阪神タイガースが公式戦の全日程を終了した翌日（10月25日：火曜日）から、2012年シーズンの公式戦開幕直後（同年4月1日：日曜日）まで放送。一部のレギュラー出演者・出演曜日を入れ替えたうえで、「（タイガースに関わるあらゆる人々の）声（を訊く）」という共通テーマの下に、平日にはリスナー参加企画「あなたはどっち派? とらぐみ携帯アンケート」を実施していた。
しかし、2012年度はシーズン中の阪神タイガースが低迷したことに加え、『RadioNews たね蒔きジャーナル』打ち切りに伴って、大幅な編成見直しを行ったため、スポーツ情報は新ワイド番組『with…夜はラジオと決めてます』に統合される形となり、本番組の放送は見送られた。2013年度・2014年度には『茶屋町プレミアムナイト』というレーベル枠にスポーツワイド番組『週刊ますだスポーツ』が新設されたが、週一回の放送だったため、MBSラジオのシーズンオフにおけるスポーツ情報を中心とした帯番組としての復活には至っていなかったものの、2015年度のシーズンオフに『With Tigers MBSベースボールパーク みんなでホームイン!』として、復活することになった。

## 放送時間
（『MBSタイガースナイタースペシャル』→『MBSタイガースライブスペシャル』として）クライマックスシリーズ・日本シリーズを中継する場合には、当番組の放送を休止。

### 2011年度
- 火 - 金曜日　17:54 - 18:30（2011年10月25日～2012年3月29日）
- 土・日曜日　17:59 - 18:30（2011年10月29日～2012年4月1日）

### 2010年度
阪神タイガースの2010年度公式戦全日程終了の翌日（2010年10月8日）から、2011年4月3日まで放送。
- 火 - 金曜日　17:54 - 18:30（～2011年3月24日）
- 土曜日
  - 17:59 - 18:30（～2010年12月25日、2011年4月2日）
  - 17:45 - 18:30（2011年1月8日～3月26日）
- 日曜日　17:59 - 19:00（～2010年12月26日）→17:45 - 19:00（2011年1月9日～4月3日）
  - 土曜・日曜における放送開始時間の繰り上げ・放送枠の拡大は、前枠で放送されていた番組の終了による。

## 曜日別出演者・テーマ
○：週替わりで出演

### 2011年度
| 火曜 | 水曜                                            | 木曜                                            | 金曜                                            | 土曜                                            | 日曜                                            |
| とらぐみアナ（パーソナリティ＝MBSアナウンサー） | とらぐみアナ（パーソナリティ＝MBSアナウンサー） | とらぐみアナ（パーソナリティ＝MBSアナウンサー） | とらぐみアナ（パーソナリティ＝MBSアナウンサー） | とらぐみアナ（パーソナリティ＝MBSアナウンサー） | とらぐみアナ（パーソナリティ＝MBSアナウンサー） |
| --- | ----------------------------------------------- | ----------------------------------------------- | ----------------------------------------------- | ----------------------------------------------- | ----------------------------------------------- |
| - 馬野雅行 | - 金山泉                                        | - 井上雅雄                                      | - 仙田和吉                                      | - 松本麻衣子                                    | - 近藤亨                                        |
| ご意見番（MBS野球解説者） |                                                 |                                                 |                                                 |                                                 |                                                 |
| - 掛布雅之 | - 安藤統男                                      | - 一枝修平                                      | - 平田勝男                                      | - 中村勝広                                      | - 太田幸司                                      |
| アシスタント |                                                 |                                                 |                                                 |                                                 |                                                 |
| |                                                 |                                                 | - 豊永真琴○ - 三瓶京子○                         |                                                 |                                                 |
| 曜日別レギュラー |                                                 |                                                 |                                                 |                                                 |                                                 |
| - 野村啓司 | - ストリーク○ - 山田隆道○                       | - 石塚徹                                        | - 代打屋 中川（ランディーズ・中川）             | - ヤナギブソン                                  |                                                 |
| 備考 |                                                 |                                                 |                                                 |                                                 |                                                 |
| - とらぐみアナのうち、松本以外はスポーツアナウンサー。『ノムラでノムラだ♪ Go!Go!エキストラ』に全曜日出演していた野村は、2010年度から火曜日に前枠番組『ノムラでノムラだ♪』から続いて登場する。 - 石塚はスポーツニッポン大阪本社のスポーツ部長で、2011年のプロ野球シーズン中に東京本社へ異動した中根の後任として出演。 - 水曜日のとらぐみアナである金山は、土曜日にも松本の代役を数回務めていた。 - 日曜日には、レギュラーパーソナリティーの太田・近藤に加えて、これにタイガースに造詣のある著名人（主に吉本興業所属の芸人）が週代わりでゲストに登場していた。 - 2012年に入ってからは、遠山奬志（同年からMBSの野球解説者に復帰）が不定期で出演。最終回（2012年4月1日）には、日本女子プロ野球機構のスーパーバイザーとして女子プロ野球の公式戦に帯同していた太田の代役として、亀山が当番組への初出演を果たした。 |                                                 |                                                 |                                                 |                                                 |                                                 |

### 2010年度
◎：『ノムラでノムラだ♪　Go!Go!エキストラ』から続投

●：『INO-KONボンバイエ』から続投。

曜日ごとに放送のテーマを設けていた。

| 火曜 | 水曜                                       | 木曜                     | 金曜                                | 土曜                   | 日曜                            |
| 曜日別テーマ | 曜日別テーマ                               | 曜日別テーマ             | 曜日別テーマ                        | 曜日別テーマ           | 曜日別テーマ                    |
| --- | ------------------------------------------ | ------------------------ | ----------------------------------- | ---------------------- | ------------------------------- |
| - 「歴史とタイガース」 | - 「笑いとタイガース」                     | - 「ファンとタイガース」 | - 「こどもとタイガース」            | - 「女性とタイガース」 | - 「音楽とタイガース」          |
| とらぐみアナ |                                            |                          |                                     |                        |                                 |
| - 馬野雅行◎ | - 井上雅雄◎●                               | - 金山泉◎                | - 仙田和吉◎                         | - 松本麻衣子           | - 近藤亨◎●                      |
| ご意見番 |                                            |                          |                                     |                        |                                 |
| - 掛布雅之◎ | - 一枝修平◎                                | - 安藤統男◎              | - 中村勝広◎                         | - 太田幸司◎            |                                 |
| アシスタント |                                            |                          |                                     |                        |                                 |
| |                                            |                          |                                     |                        | - 豊永真琴◎○ - 三瓶京子◎○       |
| 曜日別レギュラー |                                            |                          |                                     |                        |                                 |
| - 野村啓司◎ | - ストリーク◎○ - ミサイルマン○ - スマイル○ | - 山田隆道○ - 中根俊朗○  | - 代打屋 中川（ランディーズ・中川） |                        | - テンダラー◎○ - ヤナギブソン●○ |
| 備考 |                                            |                          |                                     |                        |                                 |
| - 取材などで担当アナウンサーがスタジオへ出演できない場合には、他曜日のとらぐみアナや、スポーツ実況のベテラン・森本栄浩などが進行役を務めていた。 - 土曜日はレギュラーは太田・松本の2名だけで、これにタイガースファンの女性ゲストを迎えていた。 - スマイルは、当初の予定から遅れて、2010年12月15日から水曜日の放送に出演している。 - 2011年に入ってからは、15年振りにMBSの野球解説者へ復帰したばかりの平田が出演する場合があった。 |                                            |                          |                                     |                        |                                 |

## タイムテーブル

### 2011年度
タイムテーブルは全曜日共通

- 17:54 オープニング
  - 『ノムラでノムラだ♪』からステブレレスで接続。オープニングコールでは、当日出演のとらぐみアナが「MBSとらぐみ!」と発した後に、その他の出演者が一斉に「タイガースライブ!!」と叫ぶ。
- 17:56頃　「とらぐみスポーツジャーナル」
  - 日曜以外の曜日には、阪神タイガースの最新情報をはじめ、とらぐみアナが最新のスポーツニュースを2～3本紹介。日曜日には、2010年度と同じく、放送前週のスポーツニュースから特に話題を集めたトピックスを取り上げた。
- 18:10頃　
  - 火～金曜日：「あなたはどっち派? とらぐみ携帯アンケート」
    - 毎日放送の携帯電話向けサイト「MBSモバイル」内にある当番組の公式ページから、阪神タイガース・プロ野球に関する多者択一式（主に二者択一式）の質問を日替わりで提示したうえで、フィーチャーフォン・スマートフォンから回答を受付。御意見番やレギュラー出演者のコメントを交えながら、コーナーの最後に結果（選択肢別の回答数・全選択肢に占める回答比率）を発表した。ちなみに、回答数が最も多い選択肢については、出演者の予想・見解と異なる場合にも放送上「（番組としての）結論」と扱った。
    - 当コーナーのテーマソングは、尾藤イサオが歌う「あしたのジョー」（テレビドラマ版のオープニングテーマ）。アンケートの選択肢が3個以上の場合には、コーナータイトルを変えずに、とらぐみアナによる回答開始のコールを「さぁ、あなたはどれ派?」に差し替えていた（2個の場合には「さぁ、あなたはどっち派？」）

  - 土・日曜日：「集え!トラとらラヴァーズ」
    - 阪神関係者や著名人の阪神・野球ファンをスタジオに迎えてのトークコーナー。土曜日には、前年度に「女性とタイガース」というテーマで放送していた関係で、女性をスタジオに迎えることもあった。もっぱら芸人を招いていた日曜日には、読売ジャイアンツのファンを公言する松井成行（シンデレラエクスプレス）、埼玉西武ライオンズファンのちゃらんぽらん冨好、高校野球好きで知られるかみじょうたけしも2回ずつ出演している。
- 18:20頃　「とらぐみアナ探検隊」
  - 「声」という共通テーマの下に、放送日のとらぐみアナ自ら、阪神に関するテーマを日替わりで設定。そのテーマに沿って、球団関係者やファンへのインタビューを収録・放送したり、タイガースファンの著名人をスタジオに迎えたりしていた。曜日別のテーマは以下の通り。
    - 火曜日：Over 40 Tigers（馬野と同年代である40代の阪神関係者へのインタビューを放送、2010年度から継続）
    - 水曜日：タイガースのルーツを探る（阪神のOBに対するインタビューを、1名につき2週にわたって放送）
    - 木曜日：能見篤史・久保康友（いずれも放送当時は阪神投手）に聞く10の質問（同じ質問を投げ掛けながら別々に収録した能見・久保へのインタビューを、1週1テーマで10週にわたって放送）
    - 金曜日：天神橋筋商店街（大阪市北区）を通りかかった阪神ファンへの街頭インタビュー
    - 土曜日・日曜日：集え!トラとらラヴァーズ（前述）
- 18:28頃　エンディング（後枠番組にはステブレレスで直結）

### 2010年度
火～金曜日

- 17:54 オープニング
- 17:56頃　「とらぐみスポーツジャーナル」
- 18:10頃　「とらぐみアナ探検隊」
  - 第83回選抜高等学校野球大会の開催決定（2011年3月）後は、当コーナーを大会出場校の紹介や、放送当日に実施された試合のダイジェストに充てていた。
- 18:20 曜日別レギュラーがメインの日替わりコーナー（～2011年3月24日）
  - 火曜日：「その時歴史が動いた」
    - 阪神にとって「歴史的瞬間」に当たるシーンを、2010年度のチーム状況と比較しながら紹介。『毎日放送ダイナミックナイター』『MBSタイガースナイター』の実況録音や、掛布による現役時代の経験談をはさんでいた。

  - 水曜日：「週刊トラダネ」
    - 熱烈なタイガースファンであるストリーク・ミサイルマン・スマイルが週替わりで、独自に見付けた"トラダネ"（阪神関連の情報）を紹介した。

  - 木曜日：「あなたならどうする? とらぐみケータイアンケート」
    - 2011年度の「あなたはどっち派? とらぐみ携帯アンケート」の原型に当たる企画。当番組の携帯サイトを通じて、週替わりのテーマで、四者択一方式によるアンケートを放送中に実施。コーナーの最後に、その結果を発表した。

  - 金曜日：「こどもトラトラ相談室」
    - 阪神ファンの子供（またはその親）から事前に寄せられた相談に対して、レギュラー陣が放送中に回答。阪神・野球以外の相談も受け付けていた。
- 18:28頃　エンディング（土･日曜日を含めて、後枠番組にステブレレスで直結）

土曜日

- 17:59　オープニング
- 18:02頃　「とらぐみスポーツジャーナル」（前述）
- 18:05頃　「とらぐみアナ探検隊」
  - タイガースの若手選手に焦点を当てながら、松本が取材した模様を自ら紹介する。
- 18:15頃　女性ゲストとのトークコーナー
  - コーナーの最後には、「タイガーシュ」と称する番組特製のシュシュを、松本から女性ゲストに進呈している。
- 18:28頃　エンディング

日曜日

- 17:59　オープニング
  - 「ヒット曲で振り返るあの年のタイガース」（後述）で取り上げる年の思い出話について、リスナーからメッセージを募集する。
- 18:05頃　「トラトラダウト」
  - 近藤とヤナギブソン（テンダラー）が交互に、阪神関連の豆知識（らしき情報）を披露。どちらか一方が付いている嘘について、生放送中に電子メールやFAXでリスナーに予想させる。予想が的中したリスナーには、抽選でプレゼントを進呈する。
- 18:15頃　「とらぐみスポーツジャーナル」
  - 他曜日の放送とは違って、『INO-KONボンバイエ』からの流れで、放送日までの1週間に報じられた（阪神を含む）プロ野球関連の主なニュースを近藤が3本紹介。
- 18:25頃　「とらぐみアナ探検隊　タイガースラバーズ」
  - 『MBSタイガースナイタースペシャル　INO-KONボンバイエ』で放送された「INO-KONラバーズ」の阪神タイガース版。阪神を応援する著名人（松村邦洋など）をマンスリーゲストに迎えて、その熱意のほどを語らせる。放送月によっては、事前に収録した近藤によるインタビューを、数回に分けて流すことがあった。
- 18:40頃　「ヒット曲で振り返るあの年のタイガース」
  - 1980～90年代の中から、ある1年をテーマに、当時の阪神の戦い振りや主力選手のエピソードなどを振り返る。その合間に、豊永（三瓶）の進行で、当時の邦楽年間ヒットチャート上位曲を流す。また、オープニングで募集したリスナーの思い出話を随時紹介する。ただし、阪神がセントラル・リーグ優勝寸前にまで躍進した1992年については、2011年3月27日・4月3日（当番組の最終回）の2週にわたって取り上げていた。
- 18:55頃　エンディング（「トラトラダウト」の正解・プレゼント当選者の発表など）